# 174 (tal)
174 är det naturliga talet som följer 173 och som följs av 175.

## Inom vetenskapen
- 174 Phaedra, en asteroid

## Inom matematiken
- 174 är ett jämnt tal.